# De boeken der kleine zielen. Het late leven
De boeken der kleine zielen. Het late leven is een roman van de Nederlandse schrijver Louis Couperus.
Couperus schreef het werk "Het late leven", - het zou het tweede van vier delen van De Boeken der kleine zielen worden, - om aan geld te komen. Zijn voorgaande werk, Babel, was geen succes geweest en Couperus was niet lang daarvoor naar Nice verhuisd. Ook een reis naar Nederlands-Indië en de ziekte van zijn vrouw hadden hem veel geld gekost.

## De totstandkoming van het boek
Couperus had al eerder gespeeld met de gedachte om weer een "Haagse" roman te schrijven. Hij had in 1889 met zijn debuutroman Eline Vere veel succes gehad. Rond de eeuwwisseling woonden Couperus en zijn vrouw al jarenlang in het buitenland, maar over veel vermogen konden zij, zolang Couperus' vader John Ricus Couperus nog leefde, niet beschikken.
Couperus had zijn uitgever, Lambertus Jacobus Veen, verschillende financiële voorstellen gedaan. Hij wenste een voorschot te ontvangen voor een nog te schrijven werk dat Veen dan zou mogen uitgeven.
De geboortedatum van De boeken der kleine zielen moet vóór de derde februari 1901 liggen. Die dag schreef Couperus in een brief aan Veen over zijn plannen voor "een Hollandsche familie-roman, een soort trilogie, in 3 deelen misschien, maar met afzonderlijke titels, zoodat ge ieder deel apart kunt uitgeven... Maar het zijn nog maar plannen, want eerst moet Babel af en goed zijn".
Het schrijven en "overwerken" (herschrijven) van het voorgaande werk, de vrij korte roman Babel heeft Couperus veel moeite gekost. De boeken der kleine zielen zijn niet helemaal los te zien van Babel. Het thema van het mededogen versus het egoïsme van de "kleine zielen" is in beide werken sterk aanwezig.
Tijdens de conceptuele fase van De boeken der kleine zielen dacht Couperus nog niet aan een trilogie of viertal boeken. Een roman die "De familie en de kennissen" zou gaan heten zou twee forse delen met ieder 200 bladzijden moeten gaan beslaan. Couperus wilde het eerste deel in het najaar van 1901 gereed hebben. Deel twee zou dan in het voorjaar van 1902 volgen. Als voorschot vroeg Couperus 5000 gulden.
Couperus werkte hard; hij schreef dat hij zich richtte naar het voorbeeld van Émile Zola: "Nulla dies sine linea". Het boek werd door de schrijver getypeerd als "genre Eline Vere, maar rijper; in côterieën half Indisch, half Hollandsch, een meer werkelijke maatschappij, dan die van Eline, die nog gezien werd door den humbug heen der jongere jaren! Helaas, ze zijn weg, die jaren!"
Op 22 februari duikt in een brief van Couperus aan Veen voor het eerst de titel "De Boeken der Kleine Zielen" op. Couperus spreekt van een "algemeenen titel" en schrijft over "De Familie en de Kennissen" als titel van het eerste deel. Dat zou uiteindelijk "De kleine zielen" gaan heten.
Tijdens het schrijven veranderde de structuur van de roman. Op 15 juni 1901 schreef Couperus "De Boeken der Kleine Zielen zullen in vier romans geschreven worden; dus met iii en IV kom ik later bij U aan". Frédéric Bastet noemt de totstandkoming van de roman een voorbeeld van Couperus'"bijna ongelooflijke werkkracht, van zijn niet uit het lood te slaan evenwicht, als het er op aankwam, en zijn doorzettingsvermogen".
Couperus heeft het schrijven aan de Boeken der Kleine Zielen in de zomer van 1901 onderbroken voor een vakantie in de koelere Vallée de la Vésubie in de nabije Alpes-Maritimes. Maar ook tijdens dat verblijf in Hotel Tarelli in Berthemont bleef hij schrijven. Het werden vier sprookjes met als titels De prinses met de blauwe haren, Van de kristallen torens, Van de onzalige erfenis en Van dagen en seizoenen. Om een boek vol te maken werd later nog het verhaal Over lichtende drempels geschreven en toegevoegd. De vier sprookjes en het verhaal werden onder de titel Over lichtende drempels uitgegeven.
Terug in Nice ging Couperus verder met het derde deel van De boeken der kleine zielen dat "Zielenschemering" moest gaan heten. In oktober wist Couperus ook al dat het vierde deel, waaraan hij nog moest beginnen, "Het heilige Weten" zou gaan heten.
Terwijl Couperus werkte aan deel 3 van de Boeken der kleine zielen verscheen het eerste deel van de cyclus al in druk, De kleine zielen, met de band van Theo Neuhuys lag in de laatste weken van november 1901 in de boekhandel.
In december 1901 werd niet aan de Boeken der kleine zielen gewerkt; Couperus onderbrak dat project om het verhaal "Over lichtende drempels" te schrijven. Een theosofische novelle die door De Gids als "onzedelijk" werd geweigerd.
Het laatste boek uit de cyclus van vier, een werk dat als "Het heilige weten" zou verschijnen, heeft Couperus meer moeite gekost dan de drie eerdere delen. "Waarlijk ik schrijf mij er dood aan", zo klaagde Couperus in een brief aan zijn uitgever. Het boek dat ná 1901, maar in de nabije toekomst, gesitueerd werd had enige tijd "De man der eeuw" zullen heten. Het thema was, net als in Babel, opoffering uit medelijden, ditmaal door een jonge arts.
Couperus onderbrak het schrijven aan "Het heilige weten" enige tijd voor het carnaval in het voorjaar van 1902. Ook aan het carnaval van Nice zou hij later een verhaal wijden. De Boeken werden uiteindelijk niet in Nice voltooid. De laatste regels werden tussen 10 en 14 juni 1902 in Wiesbaden geschreven. Toch eindigt het boek met de datering "Nice, Jan.-Aug. 1902".
De boeken der kleine zielen zijn een portret van het Haagse leven in de kringen der hogere bourgeoisie, zoals Couperus dat van huis uit goed kende. Het Den Haag van rond 1900 is in de boeken ook goed herkenbaar, bekende straten en het Hotel des Indes spelen in het verhaal een rol.

## De vier delen van de Boeken der kleine zielen
- De boeken der kleine zielen. De kleine zielen verscheen in november 1901
- De boeken der kleine zielen. Het late leven verscheen in april 1902
- De boeken der kleine zielen. Zielenschemering verscheen in 1902
- De boeken der kleine zielen. Het heilige weten verscheen in 1903

Uitgever Veen heeft nog om een vijfde deel gevraagd. Couperus is op dat verzoek niet ingegaan.

## De eerste druk en latere uitgaven

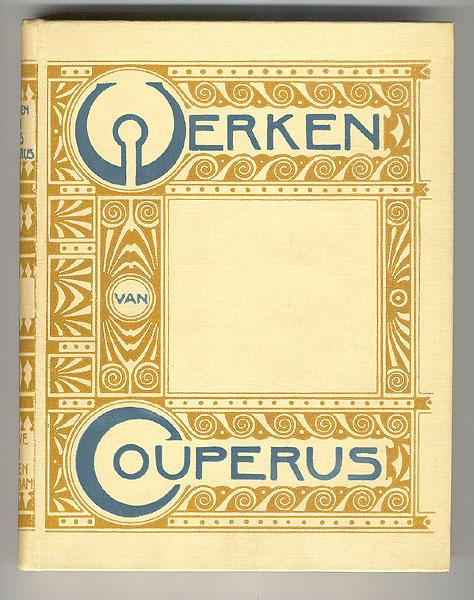
De band die door Berlage werd ontworpen voor het verzameld werk van Couperus. Ook de eerste twee van de "Boeken der kleine zielen" zijn in deze band verschenen. Op voorzijde kwam de titel in rode letters te staan.

Louis Couperus verkocht een aantal van zijn teksten tweemaal, eerst als feuilleton dan als boek. Door Veen de primeur te gunnen kon Couperus aan deze tekst slechts eenmaal verdienen. Hij moest van zijn pen leven en vroeg met als motivatie "anders scheelt het me te veel en de tijden zijn treurig!", een honorarium van 5000 gulden voor de eerste druk en 1800 gulden voor iedere volgende druk, uitgaande van tweemaal ongeveer 200 bladzijden. De druk werd aan drukkerij Thieme toevertrouwd en Couperus corrigeerde, als gebruikelijk, de drukproeven.
Het handschrift is in twee versies bewaard gebleven en deze zijn samen met de twee kopijhandschriften in het bezit van het Letterkundig Museum. Het handschrift op de voor de drukker "in het net" geschreven kopijhandschriften is gedeeltelijk dat van Louis Couperus, gedeeltelijk dat van zijn vrouw Elisabeth Couperus-Baud.
De familienamen van de vele personages zijn door Louis Couperus inconsequent gespeld. Toen dat de schrijver in de gedrukte boeken voor het eerst opviel gaf hij de schuld aan de drukker en de corrector.
De uitgever koos zelf de ontwerper van de band.
Babel verscheen in juni 1901 en het eerste deel van De boeken der kleine zielen volgde in november 1901. Op dat moment was Couperus druk bezig met het in het net schrijven van het tweede deel van De Boeken der kleine zielen. Het late leven. Dat verscheen in april 1902.
De oplage was 3000 exemplaren groot, waarvan 1500 stuks werden ingenaaid en 1000 stuks gebonden. Er werden ook prachtedities uitgebracht. De vier delen van de cyclus "De boeken der kleine zielen" verkochten vrij goed. Toch is het van een goedkope volksuitgave nooit gekomen. De uitgaven van 1901 en 1902 waren voor het grote publiek duur. Hoewel deze boeken in 1905 nog verkrijgbaar waren nam Veen de twee eerste delen op in de "Werken van Couperus" met een band van Berlage. Veen heeft sommige werken van Couperus in goedkope uitgaven in de handel gebracht, maar dat is met de vier Boeken der kleine zielen niet gebeurd. Tussen 1914 en 1918 werden De Boeken der Kleine Zielen door Alexander Teixeira de Mattos in een Engelse vertaling ook in New York uitgegeven. De titel was "The books of small souls".
In de jaren 1952 - 1957 werd het "verzameld werk" uitgegeven. Op die uitgave kwam veel kritiek. In 1996 verscheen een geheel herziene, wetenschappelijk verantwoorde, uitgave van De boeken der kleine zielen. De kleine zielen.

## Inhoud
De Boeken der kleine zielen zijn een Haagse familieroman. Het werk heeft ook kenmerken van een psychologische roman en een zedenschets waarin met kritische blik naar het leven van de bevoorrechte familie wordt gekeken. De familie is die van Constance van Lowe, een vrouw die na een schandaal en een echtscheiding naar Den Haag terugkeert waar haar familie niet bepaald op het zwarte schaap zit te wachten.
In het tweede deel wordt het huwelijk van baron Henri Van der Welcke en zijn vrouw Constance alleen nog instandgehouden door hun genegenheid voor hun zoon, de opgroeiende Addy. Het echtpaar leeft in het aristocratische Haagse milieu dat de lezer in het eerste deel van de Boeken der kleine zielen al heeft leren kennen. De beide echtlieden worden ieder verliefd; hij op een nichtje van zijn vrouw, zij op een studievriend van haar man. Van een nieuw, gelukkiger, leven komt niets omdat met hun jeugd ook het initiatief verdween, Zij waren veroordeeld tot een oude, trage, grauwe sleur.

## Couperus en familie
Bij de Haagse romans van Couperus was de omgeving waarin hij was opgegroeid zijn inspiratiebron. Buiten deze kring van welgestelde patriciërs, vaak met een verleden in het "binnenlands bestuur" in Nederlands-Indië had Couperus ook weinig stappen gezet. De familieleden meenden soms elkaar of trekken van zichzelf in de hoofdpersonen te herkennen, maar Louis Couperus merkte op dat ieder van de personen bedacht was en trekken van verschillende werkelijke karakters bezat.

## Televisie en toneel
Yvonne Keuls heeft De Boeken der kleine zielen voor de NCRV bewerkt en een televisieserie met de titel De Kleine zielen gemaakt. Het werd een omvangrijk script want de serie bestond uit tien afleveringen van ieder 70 minuten. De spelregie van het kostuumdrama was toevertrouwd aan Johan de Meester en Bob Löwenstein was verantwoordelijk voor de televisieregie.
De Kleine zielen werd in 1969 uitgezonden. Constance werd in de serie gespeeld door Ellen Vogel. Andere hoofdrolspelers waren Eric Schneider, Josephine van Gasteren en John van Dreelen. Voor andere rollen tekenden Lex van Delden, Ank van der Moer, Albert van Dalsum, John van Dreelen, Lia Dorana, Caro van Eyck, Josephina van Gasteren, Heleen Pimantel, Liane Saalborn, Anton Kuyl, Luc Lutz, Johan Schmitz, Eric Schneider en Gijsbert Tersteeg.
In 1993 en 2012 werden De Boeken der kleine zielen voor toneel bewerkt door Ger Thijs. In 1993 werd de rol van Van der Welcke door Willem Nijholt, in 2012 door Thom Hoffman gespeeld. Oda Spelbos speelde Constance.

## Receptie
J. van den Oude recenseerde het werk op 2 mei 1902 in het Nieuws van den dag. De recensent is overwegend positief. Toch stelt hij dat de schrijver de verwachtingen die door het eerste deel waren gewekt niet waren vervuld. In het tweede deel was, zo meende hij, immers "veel slaps". Het was een verhaal met minder vaart, minder handeling en meer "reflexie". De recensent zag" minder teekening en meer analyse". Sommighe passages gaven hem de indruk dat voor de schrijver het schrijven "niet minder vermoeiend moet zijn geweest, dan den lezer het lezen zal zijn".